# Ermita de Andra Mari de Ondiz
La ermita de Andra Mari, ermita de Ondiz o ermita de Andra Mari de Ondiz (en euskera: Ondizko Andra Mariren baseliza) es una ermita del barrio de Ondiz u Óndiz, en Lejona, Vizcaya, bajo la advocación de Nuestra Señora de los Remedios (Andra Mari, que literalmente significa "Señora María" es una expresión tradicional que equivale a las castellanas Nuestra Señora o Virgen María).
Es de origen medieval, aunque el edificio actual es del siglo XVI, con profundas reformas posteriores. Esta construcción sirvió de fortín durante las guerras carlistas. Actualmente sigue siendo utilizada por la Iglesia católica.

## Descripción
Su planta es rectangular, de 22,90 x 8,20 m.
Los muros son de mampostería vista, pero los esquineros y la espadaña (de un vano, con campana) son de sillería.
En el lado sur tiene cuatro contrafuertes.
La entrada principal es una puerta de arco de medio punto en el lado norte. En este lado tiene una ventana en arco carpanel, una aspillera y una ventana en arco apuntado. El muro sur tuvo una puerta en arco apuntado y otra en arco escarzano (actualmente cegadas), y conserva ventanas adinteladas, otra en arco carpanel y dos aspilleras. En el muro este del trasaltar hay dos aspilleras. El pavimento es de madera.
La cubierta es a dos aguas, con una cubierta más baja sobre el pórtico del lado Norte. Un antiguo pórtico, al lado de la Epístola, se halla derrumbado.

## Uso
Adscrita a la parroquia de San Juan Bautista, en Ondiz se celebra una misa dominical. En ocasiones se celebran bodas.
Se celebra misa cantada y romería popular el 8 de septiembre, día de la Natividad de Nuestra Señora. Al domingo siguiente se celebra misa de repetición y otra romería.
El 15 de mayo se celebra en Ondiz la festividad de San Isidro Labrador.